# コル・ニドレイ

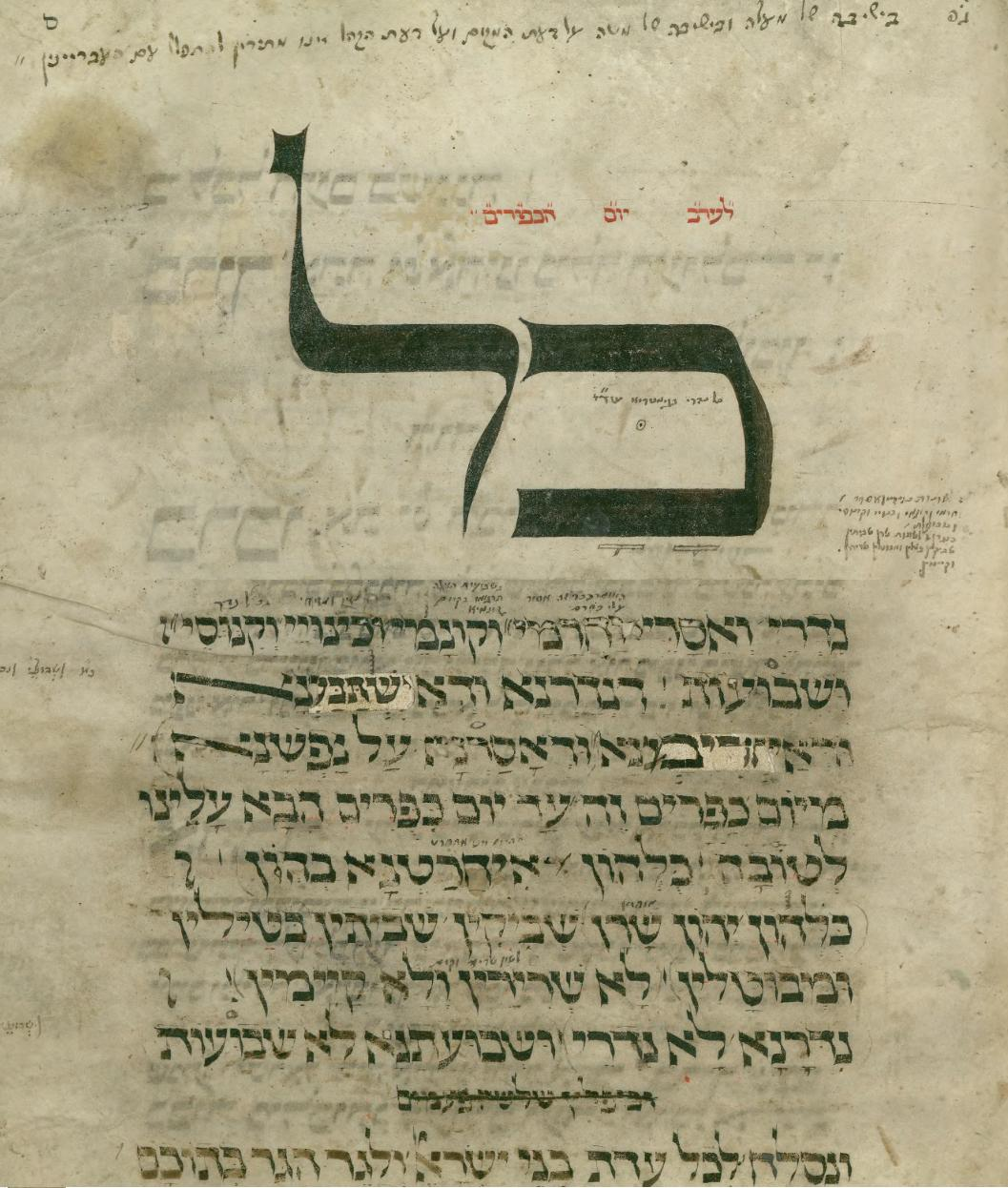
ヴォルムスのマハゾールに載せられたコル・ニドレイ（13世紀）

コル・ニドレイ（アラム語: כָּל נִדְרֵי、Kol Nidrei）は、ヨム・キプル（贖罪の日）の開始にシナゴーグで唱えられるユダヤ教の贖罪の祈りの文句。通常はアラム語で唱えられる。ヨム・キプルにおいてもっとも人気のある儀礼である。とくにアシュケナジムでは節をつけて歌われる習慣があり、その旋律はよく知られる。

## 概要
「コル・ニドレイ」とはアラム語で「すべての誓いは」を意味し、最初の2語を取ったものである。1年のあいだに個人がうっかり、軽率に、あるいは無意識に行った誓い（したがって達成されなかった誓い）が無効になることを宣言する内容を持つ。
ユダヤ教では神に誓いをたてて果たさない場合には罪とされる（申命記23:22以下）。コル・ニドレイはこの罪を犯してしまうことを防ぐためのものである。
コル・ニドレイはヨム・キプルの前夜（伝統的にユダヤ教では1日は日没からはじまる）の日没前から唱えられ、日没まで唱えつづけられる。3回くり返して唱える習慣がある。
ユダヤ暦のもっとも神聖な日であるヨム・キプルの開始を告げる文言であるため、コル・ニドレイには強い宗教的な感情が伴う。文言が唱えられる間、聖櫃が開けられて2巻のトーラーが取り出され、その各々はハッザーンの両側に立つ2人が手に持つ。

## 歴史
コル・ニドレイがいつどこで始まったかは明らかでない。1917年にヨーゼフ・ブロッホ (Joseph Samuel Bloch) は、7世紀スペインの西ゴート王国でキリスト教徒がユダヤ教徒を強制的に改宗させたり、ビザンチン帝国におけるユダヤ教徒の迫害（700-850年）、スペイン異端審問（1392-1492年）といった強制的な改宗に対する反応としてコル・ニドレイが生まれたという理論を提唱したが、この説は立証されていない。
コル・ニドレイに関して最初に言及した文献は8世紀はじめのバビロニアのゲオニーム（ユダヤ教の宗教指導者）によるものである。ゲオニームは長年にわたってコル・ニドレイを批判したが、10世紀ごろのハイ・ガオンの時代のプンベディタでは一般的に受容されるようになり、前年のヨム・キプルからの1年間の神に対する誓いを守ることができない罪の免除を祈るものとされた。これに対して12世紀フランスおよびドイツのトサフィストは文言を変え、現在から翌年のヨム・キプルまでの未来の誓いの免除を祈るものとした。
ゲオニーム版のコル・ニドレイはヘブライ語で唱えられ、ルーマニアとイタリアで採用されている。これに対してトサフィスト版のコル・ニドレイはアラム語で唱えられ、アシュケナジムの標準になっているほか、オリエントのセファルディムやイエメン・ユダヤ人などに採用されている。アラム語の文言はラベイヌ・タムによって制定された。セファルディムやイスラエルの大部分では両方の版をつなげて用いる。

## 批判
反ユダヤ主義者はしばしばコル・ニドレイをユダヤ教徒にとって誓いが無意味であり、信頼できないことの根拠として用いる。これに対してユダヤ教徒は、免除される誓いは個人と神の間のものだけであり、他人の利害とは関係しないこと、誓いが免除されるためには厳格なユダヤ法（ハラハー）の規定があることをあげて反論する。
ユダヤ教内部でも、ゲオニーム、リショニーム、アハロニームの時代を通じてラビたちは反対してきた。改革派は1844年にドイツのブラウンシュヴァイクのラビ会議において、コル・ニドレイを排除するべきだとした。また文言を詩篇103番・107番に置きかえることもなされた。しかし現代では再びコル・ニドレイが復活する傾向にある。

## 音楽
アシュケナジムでは、ミシナイ（מִסִּינַי）とよばれる定旋律に由来する旋律をつけて歌われる。イーデルゾーンによると、この旋律は16世紀はじめのものとされる。現存する最古の楽譜は1765年ごろのものである。
セファルディムの場合はハッザーンの後をついて会衆全員によって唱えられるが、セファルディム全体で統一された旋律があるわけではなく、旋律がない場合もある。
この旋律は1880年にマックス・ブルッフによって作曲されたチェロと管弦楽のための『コル・ニドライ』の素材として使われた。ブルッフ本人はユダヤ教徒ではなかったが、リヴァプールのユダヤ人コミュニティからの依頼によってこの曲を作曲した。
アルノルト・シェーンベルクは1938年に語り手・混声合唱・管弦楽のための『コル・ニドレ』作品39を作曲した。同年10月4日にロサンゼルスで初演された。シェーンベルクは誓いが無効にできるのは倫理的に問題があると考え、ユダヤ教の信仰に反する誓いのみが免除されるように文言が変えられている。基本的に調性的な作品であるが、ブルッフの感傷的な音楽を批判したかったとシェーンベルクは述べている。